# Julius Carl Raschdorff
Pour les articles homonymes, voir Raschdorff.
Julius Carl Rashdorff est un architecte prussien né à Pleß, arrondissement de Pless (de) le 2 juillet 1823 et mort à Waldsieversdorf le 13 août 1914.
Il a notamment construit le Berliner Dom.